# Louis Hon
Louis Hon (ur. 11 września 1924 w Couches-les-Mines, zm. 5 stycznia 2008 w Saint-Raphaël) – francuski piłkarz występujący na pozycji obrońcy. Trener piłkarski.

## Kariera klubowa
W trakcie kariery Hon występował w drużynach UMS Montélimar, VGA Saint-Maur, Stade Français-Red Star, Real Madryt, ponownie w Stade Français, a także w Stade Raphaëlois.

## Kariera reprezentacyjna
W reprezentacji Francji Hon zadebiutował 23 listopada 1947 w wygranym 4:2 towarzyskim meczu z Portugalią. W latach 1947–1949 w drużynie narodowej rozegrał łącznie 12 spotkań.

## Kariera trenerska
Karierę trenerską Hon rozpoczął w 1957 roku w hiszpańskim Realu Jaén. W 1958 roku, po spadku z Primera División do Segunda División, odszedł z klubu. Następnie prowadził Racing Santander, z którym z kolei w 1960 roku awansował z Segunda División do Primera División. Kolejnymi klubami w karierze Hona były Celta Vigo, Real Madryt B, Racing Santander oraz Real Betis.
W 1965 roku został szkoleniowcem Realu Saragossa i rok później zdobył z nim Puchar Króla. W tym samym roku wrócił do Francji, gdzie rozpoczął pracę w Olympique Lyon. W 1967 roku zwyciężył z nim w rozgrywkach Pucharu Francji. Od 1968 roku Hon trenował Angers SCO, a w 1969 roku wywalczył z nim awans z Ligue 2 do Ligue 1.
W swojej karierze prowadził jeszcze zespoły AC Ajaccio, AC Avignon, Paris FC, ponownie AC Ajaccio oraz FC Lorient.